# 纳赛尔汗
纳赛尔（I. Nasir Han，？—1080年），西喀喇汗国第二代汗，贝里特勤（桃花石·博格拉·喀喇汗）的儿子。1068年，桃花石·博格拉·喀喇汗传为给儿子纳赛尔，不久去世。纳赛尔成功抵御了塞尔柱王朝的进攻，和东喀喇汗国奠定了边界。1080年纳赛尔去世，其弟希兹尔即位。
| 前任： 桃花石·博格拉·喀喇汗 | 西喀喇汗国可汗 1068年—1080年 | 繼任： 希兹尔 |